# Ypthima inouei
Ypthima inouei är en fjärilsart som beskrevs av Shirôzu och Hiroshi Shima 1977. Ypthima inouei ingår i släktet Ypthima och familjen praktfjärilar. Inga underarter finns listade i Catalogue of Life.